# Dalhart
Dalhart é uma cidade localizada no estado norte-americano do Texas, no Condado de Dallam e Condado de Hartley.

## Demografia
Segundo o censo norte-americano de 2000, a sua população era de 7237 habitantes.
Em 2006, foi estimada uma população de 7023, um decréscimo de 214 (-3.0%).

## Geografia
De acordo com o United States Census Bureau tem uma área de
11,1 km², dos quais 11,1 km² cobertos por terra e 0,0 km² cobertos por água.

## Localidades na vizinhança
O diagrama seguinte representa as localidades num raio de 52 km ao redor de Dalhart.